# 小行星4297
小行星4297（4297 Eichhorn）是一颗绕太阳运转的小行星，为主小行星带小行星。该小行星于1938年4月发现。

## 轨道参数
小行星4297的轨道半长轴为2.3350231 UA，离心率为0.193。